# Ariathisa pissonephra
Ariathisa pissonephra là một loài bướm đêm trong họ Noctuidae.